# Oxalis campicola
Oxalis campicola är en harsyreväxtart som beskrevs av Salter. Oxalis campicola ingår i släktet oxalisar, och familjen harsyreväxter. Inga underarter finns listade i Catalogue of Life.